# Unpredictable (Natalie Cole)
| Recensione              | Giudizio |
| ----------------------- | -------- |
| AllMusic                | [ 2 ]    |
| Dizionario del Pop-Rock | [ 3 ]    |

Unpredictable è un album discografico della cantante di Soul e Rhythm and Blues statunitense Natalie Cole, pubblicato dalla casa discografica Capitol Records nel febbraio del 1977.

## Tracce

### LP
Lato A
1. This Heart – 4:07 (Chuck Jackson, Marvin Yancy)
2. Still in Love – 3:43 (Chuck Jackson, Marvin Yancy)
3. Party Lights – 4:09 (Tennyson Stephens)
4. I've Got Love on My Mind – 4:20 (Chuck Jackson, Marvin Yancy)
5. Unpredictable You – 3:40 (Chuck Jackson, Marvin Yancy)

Lato B
1. Peaceful Living – 4:19 (Natalie Cole)
2. Be Mine Tonight – 3:22 (Chuck Jackson, Marvin Yancy)
3. I Can't Breakaway – 3:04 (Chuck Jackson, Marvin Yancy)
4. Your Eyes – 2:41 (Natalie Cole)
5. I'm Catching Hell – 6:14 (Chuck Jackson, Marvin Yancy)

## Musicisti
- Natalie Cole - voce solista
- Phil Upchurch - chitarra acustica
- Criss Johnson - chitarra
- Tennyson Stephens - tastiere
- Marvin Yancy - tastiere
- Terry Fryer - sintetizzatore
- Larry Ball - basso
- Donnell Hagan - batteria
- Derf Recklaw - percussioni
- The Colettes e The N Sisters - accompagnamento vocale-cori

Note aggiuntive
- Chuck Jackson e Marvin Yancy - produttori
- Gene Barge - co-produttore (brano: Party Lights)
- Larkin Arnold - produttore esecutivo
- Gene Barge - arrangiamento (parte ritmica)
- Richard Evans - arrangiamento (brani: Peaceful Living e Your Eyes)
- Richard Evans - arrangiamento strumenti a fiato e arrangiamento strumenti ad arco
- Registrazioni effettuate al PS Recording Studio di Chicago, Illinois
- Paul Serrano - ingegnere delle registrazioni
- Remixaggio effettuato al Westlake Audio di Los Angeles, California
- Steve Hodge - ingegnere al remixaggio
- Roy Kohara - art direction
- Raul Vega - fotografia[5]

## Classifica
Album
| Anno | Classifica             | Posizione raggiunta |
| ---- | ---------------------- | ------------------- |
| 1977 | Billboard 200          | 8                   |
| 1977 | Top R&B/Hip-Hop Albums | 1                   |

Singoli
| Anno | Titolo del brano         | Classifica            | Posizione raggiunta |
| ---- | ------------------------ | --------------------- | ------------------- |
| 1977 | I've Got Love on My Mind | Billboard Hot 100     | 5                   |
| 1977 | Party Lights             | Billboard Hot 100     | 79                  |
| 1977 | I've Got Love on My Mind | Hot R&B/Hip-Hop Songs | 1                   |
| 1977 | Party Lights             | Hot R&B/Hip-Hop Songs | 9                   |
| 1977 | I've Got Love on My Mind | Adult Contemporary    | 45                  |